# Xylosciara inornata
Xylosciara inornata är en tvåvingeart som beskrevs av Werner Mohrig och Nina Krivosheina 1979. Xylosciara inornata ingår i släktet Xylosciara och familjen sorgmyggor. Inga underarter finns listade i Catalogue of Life.